# Rubroboletus lupinus
Il Rubroboletus lupinus (Fr.) Costanzo, Gelardi, Simonini & Vizzini, 2015 è un fungo basidiomicete tossico se consumato crudo.

## Descrizione della specie

### Cappello
10 (15) cm di diametro, prima convesso, poi subgloboso e infine appianato.
Cuticolaliscia, vellutata. non viscosa, di colore prima biancastro, grigio pallido poi rosa e rosso fragola, più scolorito al margine, si macchia di verde-azzurro al tocco.
Margineleggermente involuto.

### Pori
Poligonali, rosso carico che tende a diventare rosso arancio a maturazione, bluastri al tocco.

### Tubuli
Arrotondati al gambo, prima gialli poi verde-oliva.

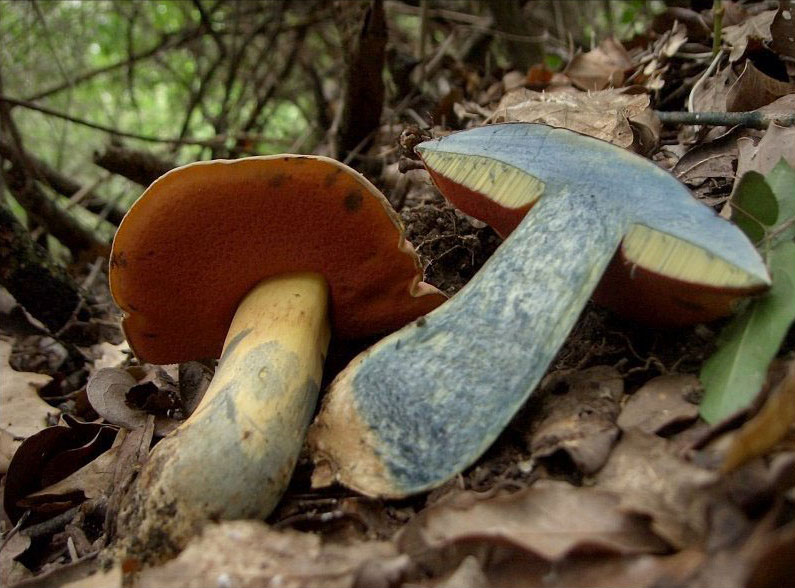
R. lupinus - sezione

### Gambo
7-10 (12) x 2–4 cm, corto, tozzo, sodo, pieno, non obeso, bulboso, radicante, privo di reticolo, ornato da punteggiature bruno-rossastre, giallastro, al tocco vira al blu.

### Carne
Dura, compatta, di colore giallo, al taglio vira al blu.
- Odore: sgradevole di acetilene.
- Sapore: acidulo.

### Microscopia
Spore11,5-12,5 x 5-5,5 µm, ellissoidali, bruno-oliva in massa.
Basidi
Cistidi

## Habitat
Fungo simbionte. Cresce in boschi caldi e calcarei di quercia (Quercus) o più raramente di faggio (Fagus), in estate fino agli inizi dell'autunno. Non molto comune.

## Commestibilità
Tossico da crudo. Potrebbe essere consumato dopo una cottura prolungata, tuttavia se ne sconsiglia categoricamente l'uso.

Per tali motivi, la specie in questione va considerata non commestibile.

## Etimologia
Dal latino lupinus = attinente ai lupi, probabilmente per i luoghi in cui cresce.

## Nome comune
- Boleto dei lupi

## Specie simili
Viene spesso confuso con:
- Rubroboletus satanas